# Glykoneische Strophe
Die sogenannte Glykoneische Strophe ist in der antiken Verslehre eine vierzeilige Strophenform aus äolischen Versen, die der Tradition zufolge nach dem sonst weitgehend unbekannten Dichter Glykon benannt ist.
Sie besteht aus drei Glykoneen (2. Form) und einem abschließenden Pherekrateus (2. Form), der auch als katalektischer Glykoneus interpretiert werden kann. Das Strophenschema ist in metrischer Notation:
◡◡—◡◡—◡◡

◡◡—◡◡—◡◡

◡◡—◡◡—◡◡

◡◡—◡◡—◡
Als (selbstreferentielles) Beispiel einer Nachbildung im Deutschen:
Dieses Beispiel ist nur erdacht
um das Schema zu zeigen und
endet freundlich mit einem Gruß
an den lernenden Leser.